# サンデースポーツ
『サンデースポーツ』（サンデースポーツ、SUNDAY SPORTS ）は、NHK総合テレビジョンで日曜日に生放送されているスポーツニュース番組。

## 概要
1985年4月に『サンデースポーツスペシャル』としてスタートした。この時期は略語である「SSS」がロゴとして使われていた。1989年度は『スポーツタイム』（第1期）の帯番組化に合わせ『サンデースポーツタイム』に改題された。1990年春に『スポーツタイム』が『ミッドナイトジャーナル』開始に伴い終了したため『NHKサンデースポーツ』に改題。1991年度よりNHKの冠が外れ『サンデースポーツ』となる。2018年度（初回は2018年4月1日22:00 - 23:00放送）より2020年東京オリンピックを見据えて日本スポーツの「今」を掘り下げる番組内容などに一新され、番組タイトルも『サンデースポーツ2020』（英題：SundaySPORTS- 2020 -）に改題したが、2020年10月4日の放送分から「2020」を外した元の題名に戻した。またこれをきっかけにタイトルロゴ・スタジオを全面リニューアルするとともに、番組のレギュラー出演者も副島以外の全員を入れ替えとした。
番組は開始当初、『ニュースセンター9時』などで使用していたCT-510スタジオの「ワーキング・スタジオ」風セット（ニュースセンター9時の項も参照）を用いていた。1988年度からは『NHKニュースTODAY』（1988 - 1989年度）→『NHKニュース21』（1990 - 1991年度）→『ミッドナイトジャーナル』（1992年度）と共用のセットでの放送となり、その後は年度により番組独自のセットか別時間帯のニュース番組と共用のセット（2000年度の場合は『NHKニュース10』『NHK週刊ニュース』と共用のセット）からの放送となっている。1989年2月5日（この番組が旧ニュースセンターからの最終番組となった）はニュースセンター移転作業のため別のセットからの放送となり、同年2月12日からは現在のニュースセンター棟（放送センター北館）に移転した。
担当者は、NHKプロ野球解説者が総合司会を担当したり、アナウンサーだけで進行したりと、時代によって大きく異なる。2011年4月 - 2013年3月は1998年度以来13年ぶりの司会者3人となる。アナウンサーの場合はスポーツ中継を担当するアナウンサー 以外にも、本来はスポーツ中継に携わらず報道・情報などのジャンルのアナウンサー も多数参加する。
大規模連休時は、年末年始と夏季・冬季五輪、パラ五輪（大会により一般スポーツのニュースを10分程度流した場合もある）の時期を除けば通常通り生放送されるが、2023年8月13日は、「プロ野球マジックの継承者たちⅡ 栗山メモ~知られざる采配の舞台裏~」を放送するため夏季編成では珍しく休止（代替として21時50分から22時にスポーツニュースを放送）となった。
海外向けのNHKワールド・プレミアムでは、月曜日 0:00 - 0:59（JST）に時差放送する。NHKワールドTVは英語放送強化による番組改編で2008年3月30日（日本国内）放送分で終了となった。
NTSCは2010年7月18日 放送分からはアナログ放送、NHKワールド・プレミアムともにレターボックス16:9での放送に変更された。2015年4月より、『サタデー』とともに、リアルタイム字幕放送を開始している。
プロ野球速報パートでは、2020年度までは一部を除きランニングテーブル（イニングごとのスコア・責任投手、ホームラン打者）の表示があったが、2021年度からは簡略化され、試合のVTRの終わりのところで合計スコアと責任投手のみ（試合によっては合計スコアのみ）をスーパーインポーズで表示する程度にとどまった。
2021年度までは、原則としてMC2-3人+放送時期によりレポーター・コメンテーターが若干名（下記参照）加わるという体だったが、2022年度からは大河ドラマ『鎌倉殿の13人』のパロディーになぞらえて「サンデースポーツの8人」と称し、コメンテーターを大量8人態勢とし、2020年度下半期からレギュラー解説者として出演していた上原浩治、中澤佑二、特別レポーターの相葉雅紀の3人が「オリジナルメンバー」（上原=プロ野球、中澤=サッカー、相葉=一般スポーツ担当）として残り、さらにプロ野球担当の落合博満、藤川球児、サッカー担当の中村憲剛、パラスポーツ担当の谷真海、その他一般スポーツ担当の村上茉愛の5人が「ニューメンバー」としてコメンテーター陣に加わり（相葉は原則VTRのみ、他の7名はその中から週替りで1-2名程度が参加）、それぞれ持ちコーナーも担当する。特に2020年10月以後「解説」として迎えた上原と中澤と、2022年にニューメンバーに加わった5人には、「-2020」時代の畠山同様にそれぞれの専門種目以外の競技についても取材・コメントをしてもらう。

## 放送時間・出演者の変遷
無印：NHKアナウンサー（福島敦子は専属契約アナ）、○印：NHK野球解説者、◎印：外部キャスター（いずれも出演当時）
| 年度                       | 放送時間                   | 司会者                                                                                | レポーター/コメンテーター |
| サンデースポーツスペシャル | サンデースポーツスペシャル | サンデースポーツスペシャル                                                            | サンデースポーツスペシャル |
| -------------------------- | -------------------------- | ------------------------------------------------------------------------------------- | --- |
| 1985年                     | 22:00 - 22:55（55分）      | - 星野仙一○ - 野中ともよ◎ - 大塚範一                                                  | （不在） |
| 1986年                     | 22:00 - 22:55（55分）      | - 星野仙一○ ( - 11月2日) - 目加田頼子 - 大塚範一 ( - 11月2日) - 山田康夫 (11月9日 - ) | （不在） |
| 1987年                     | 22:00 - 22:55（55分）      | - 山本浩二○ - 野中ともよ◎ - 中村克洋                                                  | （不在） |
| 1988年上半期               | 22:00 - 22:55（55分）      | - 山本浩二○ - 野中ともよ◎ - 中村克洋                                                  | （不在） |
| 1988年下半期               | 22:00 - 22:55（55分）      | - 山本浩二○ ( - 10月) - 山田久志○ (11月 - ) - 道傳愛子 - 中村克洋                     | （不在） |
| サンデースポーツタイム     |                            |                                                                                       | |
| 1989年上半期               | 22:00 - 23:00（60分）      | - 山田久志○ - 宮本隆治 - 道傳愛子                                                     | （不在） |
| 1989年下半期               | 22:05 - 23:00（55分）      | - 山田久志○ - 宮本隆治 - 道傳愛子                                                     | （不在） |
| NHKサンデースポーツ        |                            |                                                                                       | |
| 1990年                     | 22:05 - 23:00（55分）      | - 森中直樹 - 宮田佳代子◎                                                              | （不在） |
| サンデースポーツ           |                            |                                                                                       | |
| 1991年                     | 22:00 - 23:00（60分）      | - 福島敦子 - 梨田昌孝○ ( - 1992年11月) - 吉田賢                                       | （不在） |
| 1992年                     | 22:00 - 23:00（60分）      | - 福島敦子 - 梨田昌孝○ ( - 1992年11月) - 吉田賢                                       | （不在） |
| 1993年                     | 22:05 - 22:50（45分）      | - 西田善夫 - 斎藤英津子◎                                                              | （不在） |
| 1994年                     | 22:05 - 22:50（45分）      | - 山際淳司◎ ( - 1995年5月14日) - 原辰徳○ (1996年1月 - ) - 草野満代                    | （不在） |
| 1995年                     | 22:00 - 22:50（50分）      | - 山際淳司◎ ( - 1995年5月14日) - 原辰徳○ (1996年1月 - ) - 草野満代                    | （不在） |
| 1996年                     | 22:00 - 22:50（50分）      | - 原辰徳○ - 草野満代 ( - 1997年2月) - 藤井康生 (1997年3月)                            | （不在） |
| 1997年                     | 21:50 - 22:50（60分）      | - 原辰徳○ ( - 1998年10月) - 有働由美子 - 内山俊哉                                     | （不在） |
| 1998年                     | 21:50 - 22:50（60分）      | - 原辰徳○ ( - 1998年10月) - 有働由美子 - 内山俊哉                                     | （不在） |
| 1999年                     | 21:50 - 22:50（60分）      | - 原辰徳○ ( - 1998年10月) - 有働由美子 - 内山俊哉                                     | （不在） |
| 2000年 - 2001年            | 21:50 - 22:50（60分）      | - 有働由美子 - 泉浩司                                                                 | （不在） |
| 2002年 - 2003年            | 21:50 - 22:50（60分）      | - 堀尾正明 - 青山祐子                                                                 | （不在） |
| 2004年上半期               | 21:50 - 22:50（60分）      | - 堀尾正明 - 青山祐子                                                                 | （不在） |
| 2004年下半期               | 21:53 - 22:52（59分）      | - 堀尾正明 - 青山祐子                                                                 | （不在） |
| 2005年                     | 21:53 - 22:52（59分）      | - 堀尾正明 - 青山祐子                                                                 | （不在） |
| 2006年                     | 21:50 - 22:49（59分）      | - 堀尾正明 - 與芝由三栄                                                               | （不在） |
| 2007年                     | 21:50 - 22:49（59分）      | - 鳥海貴樹 - 與芝由三栄                                                               | （不在） |
| 2008年                     | 21:50 - 22:39（49分）      | - 鳥海貴樹 - 與芝由三栄                                                               | （不在） |
| 2009年 - 2010年            | 21:50 - 22:40（50分）      | - 与田剛○ - 廣瀬智美                                                                  | （不在） |
| 2011年                     | 21:50 - 22:40（50分）      | - 松尾剛 - 山岸舞彩◎                                                                  | - 小宮山晃義（レポーター） |
| 2012年                     | 21:50 - 22:40（50分）      | - 松尾剛 - 山岸舞彩◎                                                                  | - 酒井博司（レポーター） |
| 2013年                     | 21:50 - 22:40（50分）      | - 松尾剛 - 杉浦友紀                                                                   | （不在） |
| 2014年                     | 21:50 - 22:39（49分）      | - 松尾剛 - 杉浦友紀                                                                   | （不在） |
| 2015年 - 2016年            | 21:50 - 22:39（49分）      | - 一橋忠之 - 杉浦友紀                                                                 | （不在） |
| 2017年                     | 21:50 - 22:39（49分）      | - 杉浦友紀 - 酒匂飛翔                                                                 | （不在） |
| サンデースポーツ2020       |                            |                                                                                       | |
| 2018年4月 - 2020年9月      | 21:50 - 22:50（60分）      | - 大越健介 (政治部記者 キャスター) - 副島萌生                                         | - 畠山愛理◎（レポーター） |
| サンデースポーツ           |                            |                                                                                       | |
| 2020年10月 - 2022年3月     | 21:50 - 22:39（49分）      | - 豊原謙二郎 - 副島萌生                                                               | - 上原浩治◎（解説者） - 中澤佑二◎（解説者） - 相葉雅紀◎（一般スポーツ特別レポーター 原則としてVTR出演のみ） |
| 2022年4月-2024年3月        | 21:50 - 22:40（50分）      | - 豊原謙二郎 - 中川安奈                                                               | （ニューメンバー） - 落合博満◎（プロ野球） - 藤川球児◎（プロ野球） - 中村憲剛◎（サッカー） - 谷真海◎（パラスポーツ） - 村上茉愛◎（一般スポーツ） 以下2023年4月加入 - 内川聖一◎（プロ野球） - 馬瓜エブリン◎（バスケットボール） （オリジナルメンバー） - 上原浩治◎（プロ野球・大リーグ） - 中澤佑二◎（サッカー） - 相葉雅紀◎（一般スポーツ 原則としてVTR出演のみ） |
| 2024年4月-2025年3月        | 21:50 - 22:40（50分）      | - 田所拓也 - 中川安奈                                                                 | （ニューメンバー） - 落合博満◎（プロ野球） - 藤川球児◎（プロ野球） - 中村憲剛◎（サッカー） - 谷真海◎（パラスポーツ） - 村上茉愛◎（一般スポーツ） 以下2023年4月加入 - 内川聖一◎（プロ野球） - 馬瓜エブリン◎（バスケットボール） （オリジナルメンバー） - 上原浩治◎（プロ野球・大リーグ） - 中澤佑二◎（サッカー） - 相葉雅紀◎（一般スポーツ 原則としてVTR出演のみ） |
| 2025年4月-                 | 21:50 - 22:40（50分）      | - 田所拓也 - 宮本真智                                                                 | （ニューメンバー） - 落合博満◎（プロ野球） - 藤川球児◎（プロ野球） - 中村憲剛◎（サッカー） - 谷真海◎（パラスポーツ） - 村上茉愛◎（一般スポーツ） 以下2023年4月加入 - 内川聖一◎（プロ野球） - 馬瓜エブリン◎（バスケットボール） （オリジナルメンバー） - 上原浩治◎（プロ野球・大リーグ） - 中澤佑二◎（サッカー） - 相葉雅紀◎（一般スポーツ 原則としてVTR出演のみ） |

備考
- 前番組『NHKスペシャル』の内容によって、繰り下がる時あり。
- 年度により22:55まで、あるいは22:05から放送したのは、定時ニュースがあったため。
- 1990年4月から2005年12月まで、本番組のキャスターは山際・原を除いていずれも『サタデースポーツ』を兼任した。
- 2008年度以降は、『地球エコ』関連のミニ番組が22:40から22:50に放映されるため、1996年度以来12年ぶりに50分番組となった。
- 日曜日は通常公職選挙の投票日にあたるため、国政選挙などの大規模な選挙特番が行われる日は基本的に休止となる。また各地方自治体の選挙の日には地域によって全部または一部を開票速報に差し替えて放送するところがあり、当該地域では差し替えられた部分の振替放送は行わない。また、ウィンブルドン選手権の決勝戦の週は通常番組は休止する代わりとして、テニスの試合開始前に10 - 15分程度のスポーツニュースを送る[注 21]。

## コメンテーター
以下、アナウンサーがメインを担当するようになった1997年から2008年、および2011年以後の主な出演者。
野球
- 大野豊（NHK解説者。2000年 − 2009年・2013年 − ）
- 荒木大輔（NHK解説者として2001年 − 2003年頃、NHK衛星放送大リーグ中継解説者として2014年、同年にメインキャスター松尾の休暇期間中に代理キャスターを担当)。
- 伊東勤（NHK解説者・2011年）
- 佐野慈紀（NHK衛星放送大リーグ中継解説者。2011年）
- 小早川毅彦（NHK解説者。2011年 − ）
- 武田一浩（NHK解説者。2011年 − ）
- 桑田真澄（スポーツ報知評論家、日本テレビ解説者。2011年4月3日）
- 梨田昌孝（NHK解説者 2012年 − 2015年。前述の通り、1991年度から1992年度の途中までキャスターとして出演していた）
- 落合博満（日刊スポーツ評論家。2012年 - ）
- 小久保裕紀（NHK解説者 2013年 − 2020年。野球日本代表監督兼務[注 22]）
- 下柳剛（朝日放送解説者、2013年 - ）
- 宮本慎也  (NHK解説者。2014年 − 2017年)
- 山崎武司（東海ラジオ・東海テレビ・テレビ愛知・仙台放送・ニッポン放送・東北放送・ミヤギテレビ他解説者。2014年 − ）
- 金本知憲（MBSラジオ・日本テレビ・読売テレビ解説者、MBSテレビ、朝日放送テレビ・テレビ新広島・中国放送ゲスト解説者。2014年 − 2015年）
- 和田一浩  (NHK解説者 2016年 − 2022年)
- 藤川球児（阪神タイガーススペシャルアシスタント NHK BS1（NHK大阪放送局製作中心）、フジテレビ他各局解説者。2021年）

大相撲
- 尾車親方（元大関・琴風、1986年5月25日 - 2022年3月20日[注 23]）
- 八角親方（第61代横綱・北勝海）
- 北の富士勝昭（第52代横綱) NHK大相撲専属解説者
- 春日野親方（元関脇・栃乃和歌）
- 二所ノ関親方（第72代横綱・稀勢の里）2019年5月場所から

サッカー
- 井原正巳（2003年頃 − 2008年頃 主として日本代表関係の解説で出演）
- 早野宏史（2004年夏まで、2011年 − ）
- 城福浩（2011年）
- 福西崇史（2011年 − ）
- 大竹七未（2011年 7月10日・なでしこジャパン特集）
- 田中マルクス闘莉王（名古屋グランパスエイト 2011年7月10日・コパ・アメリカ2011特集）
- 豊田陽平（サガン鳥栖　2014年6月15日　2014 FIFAワールドカップ特集）
- 阿部勇樹（浦和レッドダイヤモンズ　同上）
- ペナルティ（漫才コンビ　同上）

ウィンタースポーツ
- 八木沼純子（2011年11月・2012年11月 NHK杯国際フィギュアスケート競技大会。2010年以前も出演あり）

全ジャンル
- 二宮清純
- 相葉雅紀（2021年4月より不定期で「AI BUZZ」を担当=グッと!スポーツ→2020スタジアムの事実上の後継企画。前者の番組でもMCを務めた）

### マンスリーキャスター
2015年4月5日（一橋・杉浦シリーズ初回）から、毎月1か月間（4回−5回）を通して、スポーツ関係者やスポーツファンの各界著名人・有識者を「マンスリーキャスター」として迎える。NHKの番組表では「ゲスト」として扱われるが、実際には番組のメインキャスターの役柄を担い、レギュラーの一橋→酒匂・杉浦はそのアシスタント的な役割を果たしていた。2018年度の放送から「サンデースポーツ2020」と番組名が変更されたことに伴い、マンスリーキャスター制度は廃止された。
| 2015年度   | 2015年度             | 2015年度                                                                      | 2015年度 |
| 年月       | マンスリーキャスター | 肩書                                                                          | 備考 |
| ---------- | -------------------- | ----------------------------------------------------------------------------- | --- |
| 2015年 4月 | 星野仙一             | 東北楽天ゴールデンイーグルスシニアアドバイザー（その後球団副会長） 野球評論家 | 当番組初代総合司会。膵臓がんのため2018年1月4日に死去。 |
| 5月        | 須藤元気             | 格闘家                                                                        | |
| 6月        | 乙武洋匡             | 作家、エッセイスト、スポーツライター、教育家、学校教諭                        | 身体障碍者 |
| 7月        | 村田諒太             | プロボクサー                                                                  | ロンドンオリンピックミドル級金メダリスト 7月12日はウインブルドン2015・男子シングルス決勝「ノバク・ジョコビッチ×ロジャー・フェデラー」中継のため休止          |
| 8月        | 太田雄貴             | フェンシング選手                                                              | 北京オリンピックフェンシング銀メダリスト |
| 9月        | 清宮克幸             | ヤマハ発動機ジュビロ監督                                                      | 早稲田実業・清宮幸太郎と東京北砂・清宮福太郎の父 |
| 10月       | 斎藤隆               | 元プロ野球選手（投手）                                                        | 2015年度を以って現役選手（最終所属・東北楽天ゴールデンイーグルス）引退 初回・10月4日は氏の引退試合が行われたため、試合直後のコボスタ宮城から杉浦と生出演した |
| 11月       | 野村忠宏             | 柔道家、医学博士                                                              | オリンピック男子柔道60kg級3大会（アトランタ・シドニー・アテネ）連続金メダリスト 2015年8月を以って現役選手を引退                                              |
| 12月       | セルジオ越後         | H.C.栃木日光アイスバックスシニアディレクター サッカー解説者                   | 2015年レギュラー版は12月6日〜20日までの出演となった |
| 2016年 1月 | 室伏広治             | ハンマー投選手 スポーツ科学者（中京大学准教授） 東京医科歯科大学教授          | アテネオリンピック男子ハンマー投げ金メダリスト 1月3日は新春!リオ五輪SP・1月31日のレギュラー版は出演せず、2016年レギュラー版は1月10日〜24日までの出演となった |
| 2月        | 浜口京子             | レスリング選手                                                                | 当番組初の女性マンスリーキャスター アテネ・北京オリンピック女子レスリング72kg級銅メダリスト アニマル浜口の娘                                                 |
| 3月        | 桑田真澄             | 野球解説者、野球評論家                                                        | |

| 2016年度   | 2016年度             | 2016年度                                                                 | 2016年度 |
| 年月       | マンスリーキャスター | 肩書                                                                     | 備考 |
| ---------- | -------------------- | ------------------------------------------------------------------------ | --- |
| 2016年 4月 | 原晋                 | 青山学院大学陸上競技部監督                                               | 4月3日は10分拡大SPを放送したため出演せず、2016年レギュラー版は4月10日〜24日までの出演となった                     |
| 5月        | 森本稀哲             | 野球解説者                                                               | 2015年度を以って現役選手（最終所属・埼玉西武ライオンズ）引退 5月22日は出演せず、代役としてデーモン閣下が出演した  |
| 6月        | 有森裕子             | スペシャルオリンピックス日本理事長                                       | バルセロナオリンピック女子マラソン銀メダリスト アトランタオリンピック女子マラソン銅メダリスト                     |
| 7月        | 佐々木則夫           | サッカー女子日本代表前監督 サッカー指導者                                | 7月10日は参院選2016 開票速報のため休止 7月31日は出演せず、2016年レギュラー版は7月3日・17日・24日の出演となった    |
| 8月        | -                    | -                                                                        | 8月7日〜21日はリオデジャネイロオリンピックのため休止 2016年レギュラー版は8月28日の放送となった                    |
| 9月        | デーモン閣下         | ミュージシャン、マルチタレント、ジャーナリスト、相撲評論家、大相撲解説者 | 9月11日・18日はパラリンピックタイムのため休止 2016年レギュラー版は9月4日・25日の出演となった                      |
| 10月       | 松井稼頭央           | プロ野球選手                                                             | 当番組初の現役プロ野球選手マンスリーキャスター 10月2日は出演せず、2016年レギュラー版は10月9日〜30日の出演となった |
| 11月       | 三浦大輔             | 元プロ野球選手（投手）                                                   | 2016年度を以って現役選手（最終所属・横浜DeNAベイスターズ）引退                                                    |
| 12月       | 浅田舞               | フィギュアスケート選手、タレント                                         | |
| 2017年 1月 | 大畑大介             | 元ラグビー選手                                                           | 2017年レギュラー版は1月8日からの出演となる。                                                                      |
| 2月        | 松田丈志             | 元競泳選手                                                               | 2016年リオ五輪にて現役引退                                                                                        |
| 3月        | 鈴木隆行             | 元プロサッカー選手                                                       | |

| 2017年度   | 2017年度             | 2017年度                                                               | 2017年度 |
| 年月       | マンスリーキャスター | 肩書                                                                   | 備考 |
| ---------- | -------------------- | ---------------------------------------------------------------------- | --- |
| 2017年 4月 | 長谷川穂積           | プロボクサー                                                           | |
| 5月        | 伊調馨               | アマチュアレスリング選手                                               | 2016年リオ五輪金メダリスト |
| 6月        | 田臥勇太             | プロバスケットボール選手（栃木ブレックス）                             | 日本人初のNBA出場選手 6月25日は出演せず |
| 7月        | 竹内智香             | スノーボーダー                                                         | 2016年ソチ五輪銀メダリスト。 7月3日は東京都議会議員選挙のため短縮版 であったため出演なし 7月16日はウィンブルドンテニス男子シングルス決勝中継のため休止 |
| 8月        | 油井亀美也           | 宇宙飛行士                                                             | 8月20日・27日は杉浦アナウンサーが休暇により休演。澤田彩香アナウンサーが代行。                                                                          |
| 9月        | 中西麻耶             | パラアスリート（陸上競技選手）                                         | |
| 10月       | 丸山茂樹             | プロゴルファー                                                         | |
| 11月       | 田知本遥             | 元柔道選手                                                             | 2016年リオ五輪金メダリスト |
| 12月       | 畠山愛理             | 元新体操選手                                                           | 2012年ロンドン五輪、2016年リオ五輪新体操団体代表選手                                                                                                   |
| 2018年 1月 | 上村愛子             | 元フリースタイルスキーモーグル選手、平昌パラリンピック放送ナビゲーター | |
| 2月        |                      |                                                                        | |
| 3月        |                      |                                                                        | |

## ナレーター
- 速報VTR部分は、原則として専属のナレーター（氏名テロップ出し無し）が担当する。ルポルタージュVTRはスポーツ記者・アナウンサーが自ら取材・報告する場合がある。
- サンデースポーツ2020ではトビー上原、吉江まりもが担当。
- 過去は磯部弘、湯本久美、山形美房他が担当していた。

## テーマ曲 （テーマソング）
テーマソング・タイトル映像は基本的に姉妹編『サタデースポーツ』と共同で使用される。
- 1997年4月 - 1998年3月：「I can see your smile!!」（歌：Sammy､作詞：有馬寿美､作曲・編曲：山崎利明）
- 1998年4月 - 1999年3月：
- 1999年4月 - 2000年3月： タイトル不明　先代のアレンジ版
- 2000年4月 - 2002年3月：「WAY BACK HOME」（作曲：内池秀和）
- 2002年4月 - 2005年3月：「Believe」（作曲：内池秀和､二胡演奏：チェン・ミン）
- 2005年4月 - 2007年3月：OP「タイトルなし[注 26]」（作曲・ハーモニカ演奏：西脇辰弥）／ED「心の扉」（作詞：樋口侑､作曲：内池秀和､歌：D.D.D）
- 2007年4月 - 2009年3月：オリジナル曲「サンデースポーツテーマ」（作曲：吉俣良､演奏：NHK音響効果部）
- 2009年4月 - 2011年3月：OP 「WiLL」（作曲：澤野弘之）／ED「Black & Blue Room」（作曲：澤野弘之）
  - EDの『Black & Blue Room』は､2009年7月15日発売のオリジナル・アルバム[musica]に、OPの『WiLL』とEDの『Black & Blue Room <TV Edit>』は、2013年2月27日発売の[澤野弘之 NHK WORKS]に収録されている。
- 2011年4月 - 2013年3月24日：「Walk on」（作曲：Jazztronik）
- 2013年3月31日 - 2015年3月29日：（作曲：菅野祐悟）
- 2015年4月5日 - 2018年3月25日：
- 2018年4月1日 - 2020年9月27日：「Body& Spirit」／SOIL&"PIMP"SESSIONS
- 2020年10月4日 - 現在：

## テーマタイトル映像
2006年度はその日のスポーツニュースの主役となる人物のインタビューや実況映像（アバンタイトル）をまず出した後タイトル→ヘッドラインと繋がっていく。
2011年度はヘッドラインが無くなったが、その代わり「土曜スポーツタイム」や同年度からのサタデースポーツと同じように、司会者が挨拶する前にその日の特に注目すべきスポーツニュースを1点選んで、それに関連したミニドキュメンタリーを絡ませつつそれを伝える（キャスター自らが取材したものもある）。なお、プロ野球速報では公式戦でスコアテーブルを原則として全試合表記するが、オープニングで取り上げた項目がプロ野球である場合はスコアテーブルが表記されない試合がある。2015年度（一橋・廣瀬シリーズ）では、ミニドキュメント形式で伝える最初の項目はアバンタイトルの形式（「土曜スポーツタイム」の方式と同じ）で始める。
山岸が担当した時代は、エンディングでは翌日の「アスリートの魂」（ない週は省略）と次週のサタデースポーツについての予告スーパーが放送され、終りに山岸から「来週のサタデースポーツは○時○分からです。お楽しみに!」（開始当初は「来週のサタデースポーツもお楽しみに…」）と話して締めた。
それ以外の年はタイトル出しの後ヘッドライン→スタジオ進行部分となる。年度によって、選手が生出演する場合、アバンタイトルでメッセージを述べてからタイトル→ヘッドライン→本編というケースもあった。

## 企画もの
同番組では不定期でスポーツ界で活躍する選手をゲストに迎えて対談したり、あるいはミニ特集（サンデープライム等）でアスリートの活躍ぶりや素顔に迫る特集を行ったが、2005年度からは毎週の放送となり「インサイド」（2005年度）→「特集サンデー」（2006年度）→「プレミアム・サンデー」（2007年度・2008年度）→「サンデースペシャル」（2009年度・2010年度）と題して番組後半（22:20前後から）に放送されることになった。毎回今が旬のスポーツ選手に密着取材したドキュメンタリーとゲストを交えたトークのコーナーで構成される。この関係から、日曜日のスポーツニュースは番組の前半に集中して伝える。
大相撲が開催される時期には、千秋楽当日に幕内優勝力士がゲスト出演する。ただし、地方開催（春場所・名古屋場所・九州場所）に関してはそれぞれの会場がある地域の放送局からの中継出演となり、この場合キャスターのどちらか1人が聞き手として中継で出演、もう1人は東京のスタジオから単独で進行する。2014年5月場所からは好角家のデーモン閣下も出演するようになった。
毎年12月の最終日曜日（カレンダー配置によってはその一つ手前の週も）は「サンデースポーツ」としては休止する代わり、「スポーツハイライト」と題してその1年間のスポーツシーンのまとめを紹介する特番が組まれる。年度によりサンデースポーツの司会者がナレーターを担当することがある。
正月3が日と重複する日は原則として休止するが、2010年1月3日と、2016年1月3日は「新春スペシャル」として放送された。

### レポーターの取材コーナー
毎週、取材レポーター（2011年度・小宮山、2012年度・酒井）は全国各地で行われる注目のスポーツイベントを取材し、その取材レポートと、現地（週によっては東京のスタジオ）から取材後記を述べるコーナーがあった。
2020年10月からは、野球関係は上原が「That’s so cool!（ザッソウ（雑草）クール）」、サッカー関係は中澤が「Bomb-Analyze（ボナライズ）」、また2021年1月からは不定期シリーズ企画として、相葉による『グッと!スポーツ』→『2020スタジアム』の事実上の続編である「AI BUZZ」のコーナーで選手や特定のチームを取材したコーナーが設けられている。
2022年からは上記3人+新参加の5人を加えた8人の交代制となり、各コメンテーターがそれぞれの専門分野（相葉、村上は一般スポーツ全般、谷はパラスポーツ全般が中心だが一般スポーツを取材することもある）に特化した担当コーナーを持っている（上記3名は従前どおりのタイトル）。
- 落合:「落合独自（オレジナル）」
- 藤川:「球×児→自×論（きゅうじろん）」[注 29]
- 中村:「Kengo’s Lab（ケンゴズ・ラボ 中村憲剛研究室）」
- 谷:「たに色まみ色」
- 村上:「#my（茉愛）オシ」

### その他
「サンデー」では、数々のスポーツの課題・問題点、注目のアスリートに取材したルポルタージュやインタビューを行う他、2014年度のサッカー日本代表の低迷後は「日本サッカーの明日を考える会議」と題し、NHKサッカー解説者やサッカーに精通した有識者・芸能・文化人をゲストに迎えた討論会が行われた。
2015年度はこれに加え、アスリートを科学の視点で解析する教養番組的な「神髄」と題したコーナーも新設する。
また当番組からのスピンオフとして、2014年には「サンデースポーツpremium Two Souls」と題し、同年度の本編特集にて、三浦知良と葛西紀明（MC：松尾）、大谷翔平と萩野公介（MC：杉浦）、さらに2015年には同題名による澤穂希と中村俊輔（ナレーター:一橋）の特別対談に、未公開シーンを含めて再編集したものをNHK BS1にて、2015年には4月の特集で放送された王貞治と長嶋茂雄（MC：星野仙一）による特別対談に、やはり未公開シーンを含めて再編集した「長嶋茂雄×王貞治～“ON”として生きる～」が総合テレビのゴールデンウィーク特番として放送された。

### 特別拡大放送
1997年11月16日の1998 FIFAワールドカップ・アジア予選・いわゆるジョホールバルの歓喜「日本対イラク」戦が行われた際、地上波では放送権の関係で放送することができなかったが、当時メンテナンスタイムとなっていた（11月17日の）午前0時から2時まで、この試合に特化した特集が行われた。内山はこの特集番組の資料付けのため試合をモニターしていたため、通常の放送には出席せずに有働の単独司会で放送を行った。
2010年1月3日は本来であれば休止日であるが、この年行われたバンクーバーオリンピックと2010 FIFAワールドカップ南アフリカ大会を舞台とした特集が放送された。
2013年9月8日は2020年東京オリンピック招致の実現に当たり、当初は22:00 - 22:50放送予定だったものを、24:00までに拡大 し、当初からコメンテーターとして参加することになっていた小久保裕紀に加え特別客演（室伏広治、澤穂希、有森裕子、為末大、萩原智子、潮田玲子。特別ゲストMCとして生島淳）を招いた2時間特別篇を放送した。
2014年1月5日、同年初回の放送も「新春特集」として22:05 - 24:00までの2時間拡大放送を行う。この回はソチオリンピックと2014 FIFAワールドカップ（ブラジル）が番組の舞台となり、それらの大会で活躍が期待される日本のアスリートを特集した。
2014年6月15日はワールドカップブラジル大会初戦の「日本対コートジボワール戦」をメインとした21:00 - 22:50の1時間50分拡大放送が行われた。
2016年は本来であれば休止日である1月3日にリオデジャネイロオリンピックを舞台とした90分スペシャル（21:15 - 22:45）が放送され、澤穂希と三浦知良による新春ビッグ対談が行われる。